# Intersekcjonalność

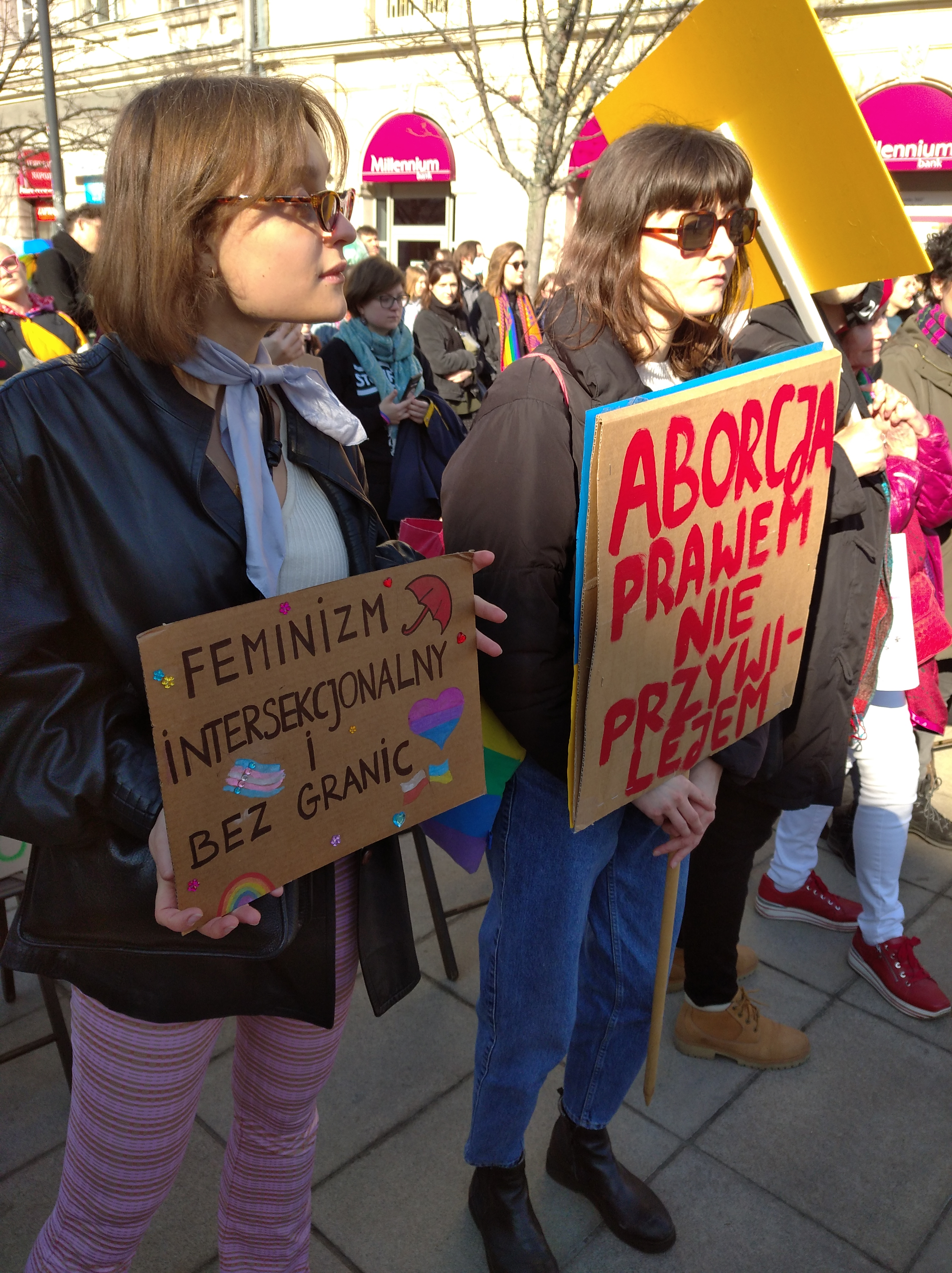
Postulat intersekcjonalności w feminizmie na Manifie w Warszawie (marzec 2022).

Intersekcjonalność (ang. intersectionality, od ang. intersection – skrzyżowanie) – zjawisko krzyżowania się ze sobą, nakładania i zazębiania różnych kategorii społecznych, wzmacniających dyskryminację grup i jednostek, np. płci konstruowanej społecznie, etniczności, rasy, klasy, orientacji seksualnej, narodowości, wieku, religii, czy niepełnosprawności. Analiza intersekcjonalna (teoria przecięć) została rozwinięta przede wszystkim w ramach feminizmu.
Pojęcie intersekcjonalności do dyskursu akademickiego wprowadziła amerykańska badaczka Kimberlé Williams Crenshaw w latach 70. XX w. Upowszechniło się ono pod koniec lat 80. XX w. wraz z rozkwitem czarnego feminizmu i krytyką esencjalizmu. Według Crenshaw w przypadku przecinania się kilku rodzajów dyskryminacji nie możemy mówić o ich sumie, ale o współdziałaniu, np. doświadczenia czarnej kobiety nie można analizować, rozpatrując oddzielnie kategorie rasy i płci.
Teoria intersekcjonalna jest mocno osadzona w historii feminizmu, ponieważ swój początek wzięła z wewnętrznych konfliktów i dyskusji dotyczących zagadnień esencjalizmu, tożsamości i władzy. Wywodzi się zatem z krytyki dominacji w dyskursie białych feministek. Feministki koloru, używając pojęcia intersekcjonalności, podkreślały przede wszystkim krzyżowane rasy, klasy i etniczności, które były podstawowymi kategoriami wykluczającymi w Stanach Zjednoczonych. Analiza intersekcjonalna przywróciła pojęcie klasy do głównego nurtu feminizmu (poza feminizmem neoliberalnym).
Intersekcjonalność stanowi istotny paradygmat dla studiów kulturowych i społecznych. Analiza intersekcjonalna stopniowo obejmuje coraz więcej kategorii, np. wiek czy niepełnosprawność, jednak wciąż najliczniejsze pozostają badania poświęcone relacji rasa-płeć.
Mimo iż perspektywa intersekcjonalna wzięła swój początek z ruchu feministycznego i badań nad społecznymi systemami opresjonowania kobiet, współcześnie stosuje się ją w odniesieniu do całych populacji bez względu na płeć, dostrzegając przy tym wiele tożsamości mniejszościowych, u przecięć których dochodzi do zbudowania tożsamości globalnej.

## Tło historyczne

### Feminizm pierwszej a feminizm drugiej fali
Feminizm pierwszej fali (XIX i pocz. XX w.) koncentrował się na walce o miejsce kobiet w systemie prawnym, przede wszystkim o prawa majątkowe mężatek oraz prawa wyborcze. Natomiast rozwijający się w latach 60. i 70. XX w. feminizm drugiej fali podjął dodatkowo zagadnienia równouprawnienia na rynku pracy, kobiecej seksualności i aborcji. Rewizjonistyczna teoria feministyczna podważyła dotychczas panujące przekonanie, iż to płeć jest głównym czynnikiem determinującym społeczne funkcjonowanie kobiet. Działaczki ruchu dostrzegły, że feminizm powtarza typowe błędy systemu patriarchalnego, na skutek czego kobiety koloru zakwestionowały nie mającą już racji bytu jedność siostrzeństwa. Ruch w swoich żądaniach zwykle pomijał prawa kobiet różnych ras, przyjmując za obowiązujący punkt widzenia heteroseksualnych, białych kobiet z klasy średniej pochodzących z zachodnich krajów.
Podobne zarzuty wysunęły równie marginalizowane lesbijki, podkreślając przy tym homofobię środowiska i decydując się na separację od głównego nurtu ruchu feministycznego.

### Refleksje na temat władzy
Częstą inspiracją dla prac feminizmu drugiej fali stały się teorie Foucault na temat władzy. Np. Susanne V. Knudsen swoją pracę poświęciła badaniu intersekcjonalności w ujęciu teoretycznym i praktycznym. Odwoływała się przy tym do teorii władzy Foucault bazującej na procesach wykluczenia i integracji. W próbach redefiniowania klasy, ucisku i pracy feministki drugiej fali chętnie posługiwały się również kategoriami dyskursu marksistowskiego (szczególnie w latach siedemdziesiątych). Dostrzegały dwa zasadnicze źródła kobiecej opresji – patriarchat i kapitalistyczne nierówności klasowe. Lata osiemdziesiąte to czas rozkwitu zarówno feminizmu koloru, jak i wzmożone zainteresowanie zagadnieniem władzy i relacją między płcią biologiczną a płcią jako konstruktem społecznym.

### Manifest Combahee River Collective
Podwaliny dla analizy intersekcjonalnej dał ogłoszony w 1977 r.A Black Feminist Statement – manifest bostońskiej grupy Combahee River Collective. Według jego autorek główne źródło dyskryminacji stanowią czynniki rasowe, klasowe i płciowe, które są ze sobą ściśle związane i nie można analizować ich efektów w odosobnieniu. Dopiero ich synteza w pełni oddaje warunki, w jakich przyszło żyć nie tylko czarnym kobietom, ale również tym dyskryminowanym na bazie innych przesłanek. Jednak koniec opresji dla wszystkich ludzi miałoby stanowić wyzwolenie właśnie czarnych kobiet, ponieważ podlegały one opresji na wszystkich tych polach. Zagadnienia te były skutecznie ignorowane w latach 60. i 70. ze względu na zorganizowanie dyskursu wokół uniwersalnych interesów wszystkich kobiet, co w praktyce okazało się postulatem nierealnym do realizacji. Aby przeciwstawić się seksizmowi, niezbędne było zbadanie wielu perspektyw, poświęcenie uwagi różnicom i różnorodnym tożsamościom, nie zaś w praktyce wykluczające i marginalizujące syntezy. W ten sposób narodziła się refleksja o dyskryminacji wielokrotnej.

## Intersekcjonalność a dyskryminacja wielokrotna
Dyskryminacja wielokrotna oraz intersekcjonalności są nierozerwalnie związane i definiują się wzajemnie, przy czym dyskryminacja wielokrotna jest pojęciem szerszym niż intersekcjonalność. Oba pojęcia pojawiły się równolegle w dyskursie feministycznym. Korzeni pojęcia dyskryminacja wielokrotna można upatrywać w manifeście bostońskiej grupy Combahee River Collective A Black Feminist Statement, sam termin został natomiast po raz pierwszy zdefiniowany przez Kimberlé William Crenshaw.

## Intersekcjonalność współcześnie

### Główne założenia

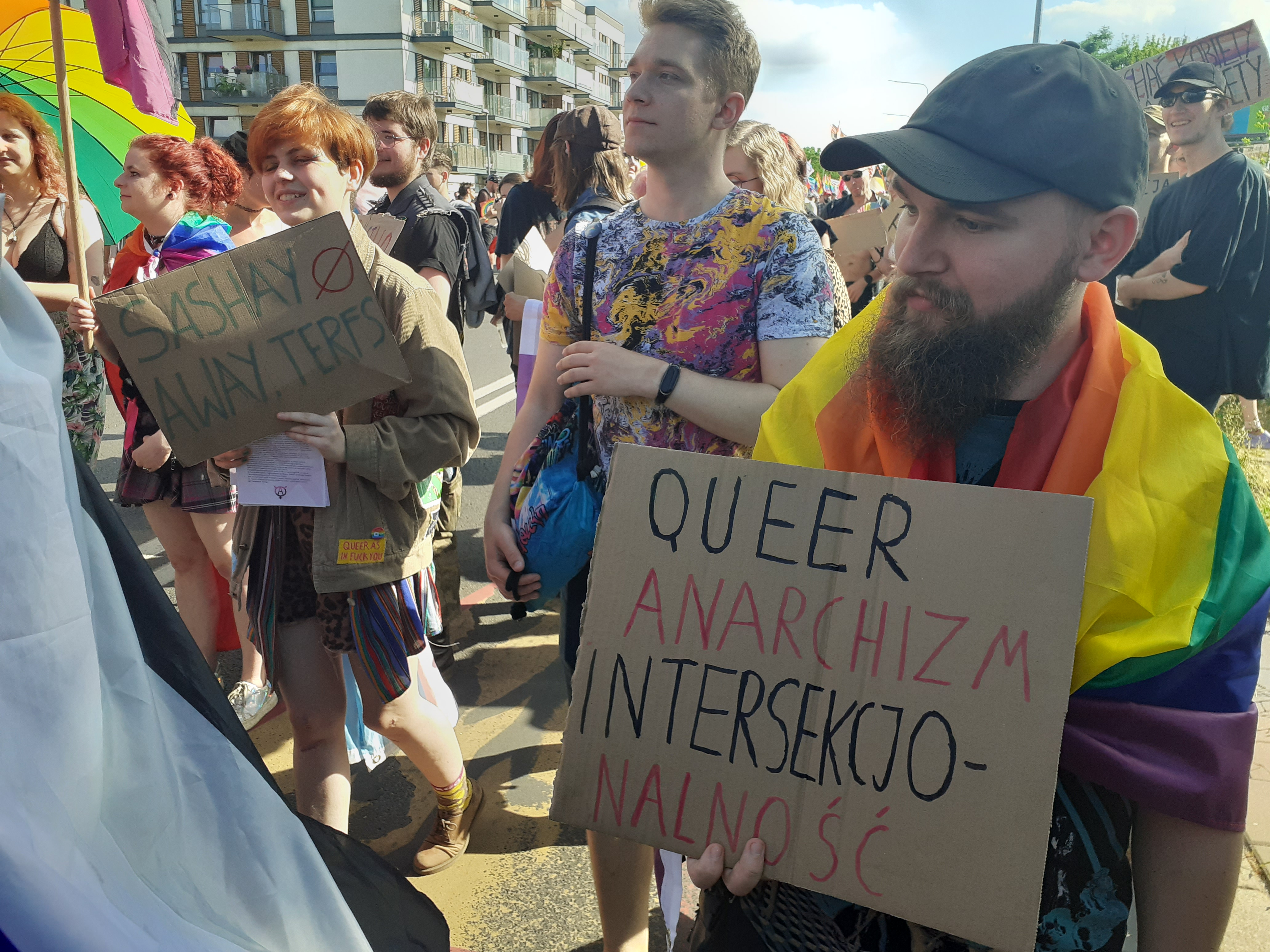
Hasło o intersekcjonalności niesione w trakcie marszu równości w Poznaniu w 2022

Budowanie swojej tożsamości w oparciu o przynależność do wielu kategorii społecznych, a zatem również doznawanie różnorodnych postaci ucisku, znalazły swoje miejsce między innymi w tekstach Charlotte Bunch, która zarzuciła heteroseksualnym feministkom bagatelizowanie problematyki rasy, klasy oraz orientacji seksualnej. Negatywny stosunek do wytworzonego przez esencjalizm złudzenia jedności wywołał ryzyko wystąpienia kolejnego problemu – fałszywej różnorodności, dlatego działaczki coraz częściej podkreślały, że analiza konkretnych doświadczeń i poszczególnych typów wykluczeń powinna prowadzić przede wszystkim do wydobywania tego, co je łączy, a nie dzieli.
W dyskursie akademickim zagadnienie dyskryminacji wielokrotnej i intersekcjonalności poruszyła i upowszechniła pod koniec lat 80. Kimberlé Williams Crenshaw. W dużej mierze opierała się ona na dokonaniach amerykańskiego czarnego feminizmu, pod pojęciem intersekcjonalności rozumiejąc przede wszystkim przecinanie się kategorii gender i rasy. Crenshaw porównała dyskryminację wielokrotną czarnych kobiet do wypadku na skrzyżowaniu, w którym ofiara doznaje zwielokrotnionych obrażeń na skutek kompleksu czynników pochodzących z różnych kierunków (jako że skrzyżowanie jest miejscem przecięcia się kilku dróg). Poszkodowany może doznać uszczerbku zarówno tylko z jednego kierunku, jak i równocześnie ze wszystkich stron (czyli na skutek wielu wykluczeń mniejszościowych). Obrażenia nie stanowią wyłącznie sumy ran spowodowanych przez poszczególne zderzenia, nie można ich wyabstrahować i badać w odosobnieniu, lecz należy rozpatrywać w całościowym ujęciu. Podobnie jest właśnie z doświadczaniem wykluczeń.
Autorki refleksji o przecinaniu się kategorii gender z innymi wymiarami kobiecego życia często koncentrowały się na grupach marginalizowanych przez główny nurt feministyczny. Zgłębienie doświadczeń grup na przecięciach pozwoliło na tworzenie szerszych i bardziej kompleksowych teorii. Skutkiem ubocznym zaś bywało wywoływanie poczucia winy i wyparcia w nurcie dominującym. Powszechnym tematem analiz były już nie tylko formy wiktymizacji. Dostrzeżono, że prowadzą one do powstawania nowych strategii oporu i te także poddano badaniom. Kolejnym nowo odkrytym zagadnieniem była kwestia przywilejów. Należało zadecydować, zakres których z nich rozszerzyć na całą grupę kobiet, a które powinny zostać niezwłocznie zlikwidowane. Patricia Hill Collins podkreślała, że aby zrozumieć i obalić system ucisku, trzeba rozpoznać wzajemne powiązania oporu, przywilejów i ucisku (instytucjonalnego, symbolicznego i jednostkowego). Pod pojęciem symbolicznego ucisku autorka dopatrywała się używania stereotypowego wizerunku danej grupy. Przykładowo kobiety miałyby cechować się: biernością, emocjonalnością, słabością, fizycznością, i stawiałyby się w pozycji wyznawcy czyichś idei – w przeciwieństwie do mężczyzn: agresywnych, racjonalnych, silnych, intelektualnych liderów.

### Podejścia badawcze
W toku rozważań nad intersekcjonalnością wyłoniły się trzy metodologiczne sposoby ujęcia tej problematyki:
- Pozakategorialna złożoność (anticategorical complexity). Zwolennicy tego podejścia twierdzą, że społeczeństwo jest zbyt złożone, by móc określić je za pomocą skończonej liczby kategorii, dlatego by zrozumieć, w jaki sposób funkcjonuje się w jego ramach, niezbędne jest holistyczne podejście do intersekcjonalności. Istniejące kategorie społeczne są jedynie konstruktem historycznym i językowym, a nierówności są wynikiem relacji między takimi przesłankami jak rasa, klasa, płeć czy seksualność. Zatem by wyeliminować ucisk w społeczeństwie, należy przestać posługiwać się kategoriami, które dzielą je na różne grupy[16].
- Międzykategorialna złożoność (intercategorical complexity). Dla zwolenników tej metodologii punktem wyjścia jest fakt, że w społeczeństwie istnieją nierówności wynikające z relacji między grupami społecznymi i zachodzącymi w ich obrębie zmianami. Dlatego w swoich badaniach nad dyskryminacją używają istniejących kategorii, analizując ich wpływ i zmienność w czasie[17].
- Wewnątrzkategorialna złożoność (intracategorical complexity). Mimo iż w podejściu tym dostrzega się braki obowiązujących kategorii, nie kwestionuje się ich przydatności tak skrajnie jak w podejściu antykategorialnym. Uznaje się, że aby zrozumieć współczesne doświadczenie społeczne, niezbędne jest uwzględnienie grup społecznych będących wynikiem istnienia systemu kategoryzowania. Podejście to skupia się głównie na analizowaniu sytuacji jednostek, które przekraczają granice ustalonych kategorii, uznając to za niezbędny element zrozumienia złożoności interakcji międzyludzkich[18].

### Teoria intersekcjonalna w Polsce
W Polsce teoria intersekcjonalności bywa nazywana teorią przecięć (ze względu na przecinanie się różnych doświadczeń mniejszościowych). Polski dyskurs feministyczny najczęściej jednak wykorzystuje esencjalistyczną kategorię kobiety, nie różnicując wewnętrznie grupy i kreując uniwersalny obraz kobiet czy np. lesbijek. Dlatego badaczki, np. Ewa Charkiewicz, postulują poszerzanie dyskusji o kategorię klasy czy gender. Innym przykładem zastosowania teorii przecięć jest książka Przeciw biedzie. Socjologiczno-pedagogiczny przyczynek do nowych rozwiązań starego problemu, w której autorzy stosują teorię przecięć w odniesieniu do problematyki złożonego zjawiska biedy.

### Rola podejścia intersekcjonalnego
Według feministek zrozumienie roli intersekcjonalności, czyli kształtowania tożsamości jednostki w toku przecięć, jest niezbędne w walce o równość społeczną i polityczną oraz rozwój demokracji. Ponadto podejście intersekcjonalne scala dwie istotne dla feminizmu tendencje. Pierwszą z nich jest dążenie do zrozumienia wpływu rasy, klasy i płci na kształtowanie kobiecej tożsamości i funkcjonowanie kobiet w społeczeństwie, ze szczególnym uwzględnieniem zagadnienia władzy. Drugą zaś, inspirowana przez teorie postmodernistyczne, chęć dekonstrukcji zakorzenionych w nowożytnej filozofii i nauce binarnych opozycji i uniwersalizmu.

## Badania intersekcjonalne
Według zwolenników podejścia intersekcjonalnego badania prowadzone w tym nurcie pozwalają na przeciwdziałanie wykluczeniom na różnych płaszczyznach. Mimo to perspektywa intersekcjonalna wciąż nie jest popularna. Wymaga bowiem kompleksowej analizy różnorodności grupy i krzyżowania się ze sobą poszczególnych przesłanek oraz obserwowania ich współistniejących efektów. Najczęściej opracowania przybierają charakter jedynie teoretyczny. Nieliczne wyjątki stanowią między innymi przedstawione poniżej publikacje.
- Tackling Multiple Discrimination – Practices, policies and laws – raport Komisji Europejskiej[22]

W przeprowadzonym w 2007 roku badaniu skoncentrowano się na dobrych praktykach w zakresie przeciwdziałania dyskryminacji, w tym dyskryminacji wielokrotnej. Badaniem objęto odpowiedzialne za równe traktowanie instytucje i organizacje z Danii, Francji, Grecji, Holandii, Irlandii, Litwy, Rumunii, Szwecji, Węgier i Wielkiej Brytanii. Pod uwagę wzięto 6 przesłanek: pochodzenie etniczne/rasowe, płeć, wiek, orientację seksualną, religię i niepełnosprawność. Okazało się, że członkowie badanych populacji doświadczyli napiętnowania w wyniku przecinania się przesłanek dyskryminacyjnych. Najczęściej były to kobiety z mniejszości etnicznych.
- Multiple Discrimination in EU Law. Opportunities for legal responses to intersectional gender discrimination – pod red. Susanne Burri and Dagmar Schiek z Europejskiej Sieci Ekspertów Prawa w Dziedzinie Równości[23]

Wydana w 2009 roku publikacja stanowiła analizę prawa wspólnotowego, stanu prawnego i materiałów sądowych z poszczególnych państw w zakresie dyskryminacji wielokrotnej. Skupiono się przede wszystkim na przesłance płci. Zgodnie z wynikami pojęcie ‘dyskryminacja wielokrotna’ w UE nie jest używane konsekwentnie i świadomie. Mimo to instytucje unijne zapowiadają wdrożenie systemów zapobiegających temu rodzajowi dyskryminacji. Inaczej na szczeblu krajowym – jedynie w Niemczech, Austrii, Polsce i Rumunii ofiary dyskryminacji ze względu na więcej niż jedną przesłankę są objęte ochroną prawną (wynikającą dokładnie z tej przyczyny).
- EU-Midis, European Minorities and Discrimation Survey, Data in Focus 5: “Multiple Discrimation” – raport Agencji Praw Podstawowych UE[24]

Opublikowany w 2010 raport na temat dyskryminacji wielokrotnej w państwach członkowskich analizował sytuację mniejszości etnicznych i imigrantów, uwzględniając grupy wiekowe i płeć, by uzyskać obraz krzyżujących się tożsamości. Uzyskane dane zestawiono z informacjami na temat pozostałej części populacji. Na bazie wniosków sformułowano zalecenia dla poszczególnych państw oraz rekomendacje dla Komisji Europejskiej. Kluczowa była zachęta do przystosowania przepisów prawnych nieznajdujących zastosowania w zakresie dyskryminacji na różnych płaszczyznach.
- GENDERACE – The use of racial anti-discrimination laws: gender and citizenship in a multicultural context – raport z badania przeprowadzonego pod przewodnictwem Université Libre de Bruxelles[26]

Podstawowym założeniem wydanego w 2010 r. raportu było stwierdzenie, że kobiety i mężczyźni doświadczają różnego typu dyskryminacji, jednak płeć nie jest jedyną jej przesłanką i analizując ucisk, należy skrzyżować tę przesłankę z innymi: etnicznymi, rasowymi i narodowymi. Rekomendacje zawarte w publikacji zwracały szczególną uwagę na potrzebę rozwijania świadomości praw obywatelskich, zarówno w grupach zagrożonych dyskryminacją, jak i w instytucjach publicznych.
- Data in Focus Report, Multiple Discrimination – raport Agencji Praw Podstawowych UE

Wydane w 2011 r. sprawozdanie analizuje problem dyskryminacji wielokrotnej w 27 państwach członkowskich UE. Wyniki prezentują przejawy dyskryminacji na różnych płaszczyznach życia (np. praca, opieka medyczna, rozrywka) w zestawieniu z 6 przesłankami dyskryminacyjnymi: płcią, orientacją seksualną, wiekiem, niepełnosprawnością, pochodzeniem etnicznym/imigranckim i religią. 25% ankietowanych z mniejszości etnicznych doświadczyło dyskryminacji ze względu na minimum dwa ze wskazanych wyżej cech. Najczęstszą przesłanką dyskryminacji okazało się pochodzenie. Poza włączeniem zagadnienia dyskryminacji wielokrotnej w obszar prawodawstwa twórcy raportu zarekomendowali wnikliwą analizę zależności między poszczególnymi przesłankami dyskryminacyjnymi.
W Polsce projekty dotyczące perspektywy intersekcjonalnej na dyskryminację realizowały dotąd np. Fundacja Autonomia – projekt Milczenie nie jest złotem. Przeciwdziałanie dyskryminacji i przemocy ze względu na płeć i orientację seksualną (2008, przesłanki: płeć i orientacja psychoseksualna), Towarzystwo Interwencji Kryzysowej – projekt Kobiety wędrowne (2007-2008, przesłanki: płeć, status uchodźczy i migrancki), Fundacja Przestrzeń Kobiet – projekt Niewidoczne (dla) społeczności (2011-2012, przesłanki: płeć, orientacja psychoseksualna, miejsce zamieszkania).